# Rosie (tubarão fêmea)

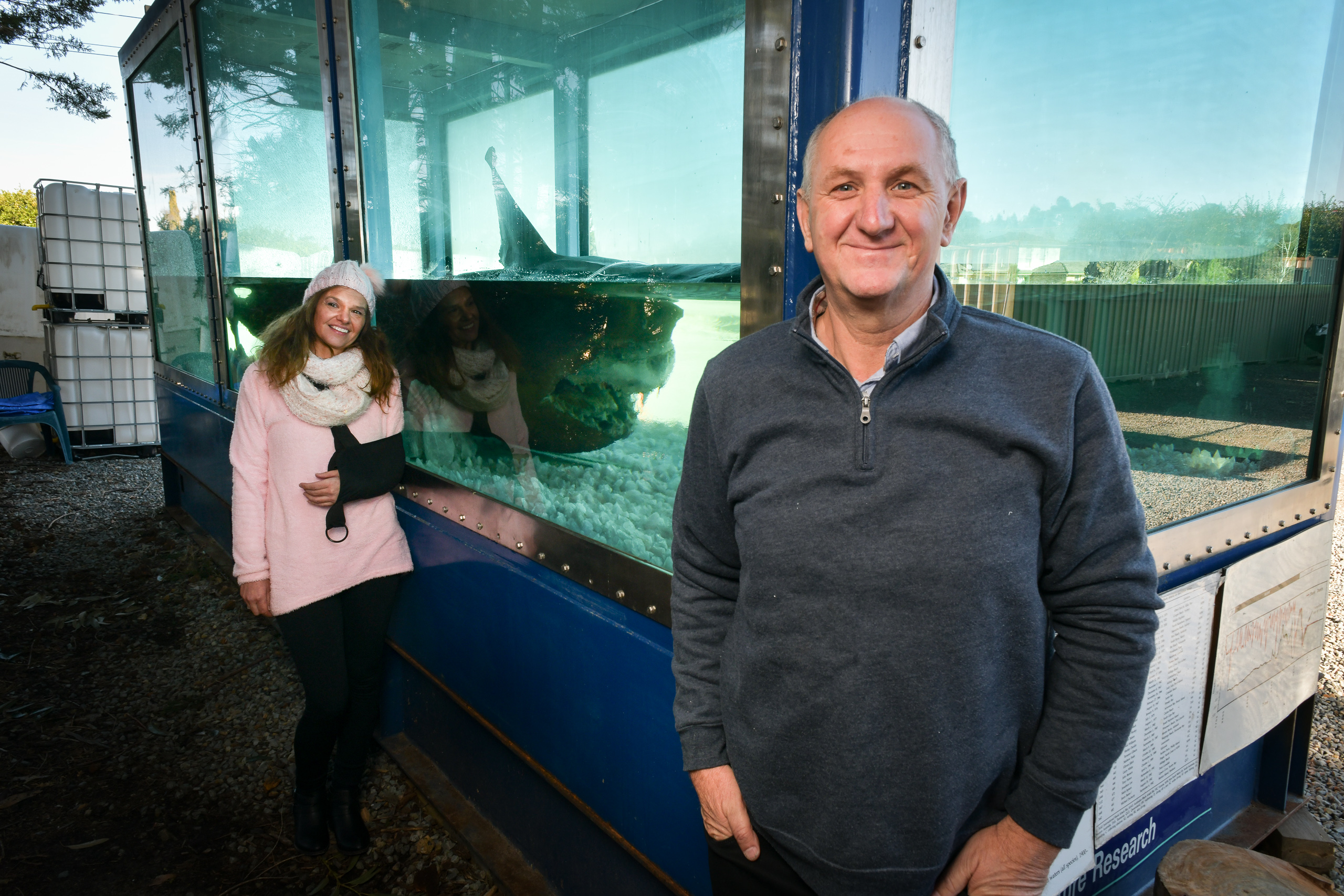
Geologista Tom Kapitany e Sharon Williamson com Rosie (tubarão fêmea)

Rosie é um grande tubarão branco preservada localizado no Crystal World Exhibition Centre em Devon Meadows, Austrália. Foi originalmente preservada em um tanque de vidro de formaldeído em exibição no Wildlife Wonderland em Bass, Victoria que fechou em 2012 devido a preocupações com o bem-estar animal e operando sem as licenças apropriadas.

## História
O grande tubarão branco foi morto após ser capturado nas redes de pesca de atum da família Lukin na costa da Austrália do Sul em 1998. O Seal Rocks Sea Life Centre inicialmente mostrou interesse em comprar o tubarão da família Lukin, mas depois desistiu da compra. Em vez disso, o País das Maravilhas da Vida Selvagem a comprou.
Enquanto Rosie estava sendo transportada para o Wildlife Wonderland em Victoria em um caminhão refrigerado, foi apreendido pelo Governo da Austrália do Sul porque uma mulher foi dada como desaparecida, exigindo uma necropsia do tubarão no Museu da Austrália do Sul.
Em 2012, foi relatado que a Wildlife Wonderland estava operando seus negócios sem as licenças adequadas, forçando-a a encerrar as operações e entregar todos os animais vivos à RSPCA Austrália e ao Departamento de Sustentabilidade e Meio Ambiente de Victoria.